# Brumetz
Brumetz è un comune francese di 221 abitanti situato nel dipartimento dell'Aisne della regione dell'Alta Francia.
Nel territorio del comune è ricompresa la località di Cerfroid, dove Felice di Valois e Giovanni de Matha, verso la fine del XII secolo, diedero inizio all'Ordine della Santissima Trinità: vi ha tuttora sede la "Maison de la Trinité", casa madre dell'ordine.

## Società

### Evoluzione demografica
Abitanti censiti